# Amigos apasionados
Amigos apasionados (en inglés: The Passionate Friends), es una película romántica británica de 1949 dirigida por David Lean. La película está basada en The Passionate Friends: A Novel (1913) de H. G. Wells. Describe el triángulo amoroso en la que una mujer no puede dejar el romance con otro hombre. El film fue estrenada en la selección oficial del Festival Internacional de Cine de Cannes de 1949.

## Argumento
La historia se cuenta a través de episodios de recuerdos de la mujer (Mary, interpretada por Ann Todd) mientras estaba de vacaciones en Suiza esperando que su esposo banquero Howard (Claude Rains) se uniera a ella desde su negocio. Han pasado nueve años desde que estuvieron de vacaciones, pero también nueve años desde la última vez que habló con el hombre del que está enamorada (Steven, interpretado por Trevor Howard), quien, sin saberlo, fue contratada en el habitación contigua.
La narración luego pasa al pasado y cuenta el amor entre Mary y Steven. Mientras Mary ama a Steven, ella se niega a casarse con él, creyendo que un matrimonio de amor sería demasiado sofocante, mientras Steven le dice que dos personas enamoradas deberían querer 'pertenecer el uno al otro'. Mary insiste en que solo quiere "pertenecer a sí misma" y huye cuando Steven le dice que su vida sería "un fracaso". Luego se casa con Howard, quien le da afecto, estabilidad y seguridad. Cuando se encuentran de nuevo nueve años más tarde en la víspera de Año Nuevo, Steven está con su novia, mientras que Mary está con Howard. Howard finge secamente no reconocer a Steven "para que el enemigo no supiera que estaba siendo observado".
Más tarde, Steven persigue a Mary nuevamente y casi la convence de cambiar de opinión y dejar a Howard. Mientras Howard acepta la convivencia de su esposa con Steven, se da cuenta de que han olvidado sus entradas para el teatro. Luego le mienten cuando les pregunta por la noche. En una escena dramática, Steven le dice a Howard que Mary está enamorada de él y Howard debe hacerse a un lado, mientras que Mary le pide que se vaya para que ella pueda hablar con Howard.
Mary le envía una carta a Steven, pero Steven va a su residencia y exige ver a Mary. Primero ve a Howard, quien le dice que conoce y comprende a Mary, mientras que Steven, a pesar de estar enamorado, apenas conoce a Mary. Howard entiende que su matrimonio no es de amor, sino de afecto y libertad mutua. Howard confía en que un matrimonio de amor, donde las parejas 'se pertenezcan', no era lo que Mary quiere, y todo lo que se necesita es que Mary y Steven se mantengan alejados el uno del otro. Más tarde, Mary confirma lo que dijo Howard y se escapa antes de que Steven pueda disuadirla.
La narración vuelve a las vacaciones en los Alpes suizos cuando Mary y Steven se encuentran inocentemente de nuevo. Howard está una vez más ausente debido al trabajo bancario, y con Steven teniendo medio día antes de que tenga que regresar a Londres, van en bote y teleférico para hacer un pícnic en la montaña. Hablan de sus vidas y Steven revela que tiene dos hijos con su esposa. Mary le pregunta si él es feliz, y parece más feliz de que lo sea, pero las expresiones encontradas hablan de arrepentimientos, como si ella quisiera estar en el lugar de su esposa.
Cuando regresan de la montaña, Howard ha llegado temprano y los ve desembarcar juntos. Mientras se dirige a la suite de la pareja, se da cuenta de que el portero toma la maleta de Steven de la habitación contigua y se llena de sospechas. Su orgullo se lastima aún más cuando Mary corre hacia él a la terraza, sin darse cuenta de que está allí, para despedirse con entusiasmo de Steven. Él sale corriendo cuando Mary se da vuelta y lo ve, sus sentimientos revelados en su rostro, y pronto solicita el divorcio en su contra, alegando adulterio.
Mary intenta advertir a Steven sobre la acción de divorcio, pero él es  procesada justo cuando la esposa de Steven va a ver a Steven en un tren. La vida familiar de Steven está sumida en el caos. Mary decide que debe salvar a Steven y, al encontrarse con él por última vez, finge que Howard ha retirado el divorcio, para que Steven pueda volver con su esposa y su vida feliz. Ella va a Howard, pidiéndole que detenga el divorcio diciéndole que no pasó nada en el hotel suizo y que ella era inocente de la habitación contigua a Steven. Howard luego le dice que el divorcio no se trata de eso. No había esperado el amor de su matrimonio, sino solo afecto y algo de lealtad. En cambio, le dieron "el amor que le darías a un perro, la amabilidad que mostrarías a un mendigo y la lealtad de un mal criado". Gritando que Mary salga, pierde los estribos y rompe un jarrón. Rápidamente se calma y retrae lo que dijo con verdadero remordimiento, revelando que ha desarrollado el mismo tipo de amor romántico por Mary que siempre ha despreciado, pero Mary ya se ha ido.
Mary corre desde la casa y camina en trance por una estación del metro de Londres. De pie en una plataforma con un tren entrante que se dirige al oeste de Londres, contempla aturdida las vías. Cuando el tren se acerca, se acerca peligrosamente al borde de la plataforma, pero justo cuando está a punto de saltar, alguien la atrapa por la cintura. Es Howard (su esposo), quien la persigue. La abraza mientras ella tiembla y la pareja se reconcilia en la plataforma.

## Reparto
- Claude Rains – Howard Justin
- Ann Todd – Mary Justin
- Trevor Howard – Profesor Steven Stratton
- Isabel Dean – Pat Stratton
- Betty Ann Davies – Miss Layton